# Schlankblindschlangen
Die Schlankblindschlangen (Leptotyphlopidae), manchmal auch als Wurmschlangen bezeichnet, sind eine Familie der Schlangen (Serpentes). Dabei handelt es sich meist um extrem kleine wurmähnliche Schlangen von 10 bis 20 Zentimetern Körperlänge, die unterirdisch leben. Es sind etwa 115 Arten bekannt.

## Merkmale
Die Schlankblindschlangen erreichen Körperlängen von 10 bis 20 Zentimetern, die größte Art Leptotyphlops macrolepis aus Venezuela wird auch 30 Zentimeter lang. Sie sind gelblichbraun und von kleinen, sich überdeckenden Schuppen bedeckt. Der Schwanz ist kurz und trägt bei vielen Arten einen Endstachel zur Verankerung im Boden. Der Kopf ist abgestumpft und nicht vom Körper abgesetzt, die Augen meist stark zurückgebildet und von etwas größeren Schuppen bedeckt. Der Körper ist deutlich schmaler als bei den Blindschlangen (Typhlopidae), außerdem haben sie einen unbeweglichen und unbezahnten Oberkiefer und Skelettreste Becken- und Hinterbeinknochen.
Bekannte Arten sind die beiden etwa 15 Zentimeter langen Arten Texas-Schlankblindschlange (Rena dulcis) und Mexikanische Schlankblindschlange (Rena humilis), die häufig in den trockenen, sandigen Gebieten der südlichen USA und in Mexiko vorkommen.
Zu den Schlankblindschlangen gehört auch die kleinste bisher nachgewiesene Schlangenart der Welt, die auf Barbados vorkommende Tetracheilostoma carlae mit einer Länge von rund zehn Zentimetern bei einem Durchmesser von 2,5 Millimetern.

## Innere Systematik
Innerhalb der Schlankblindschlangen werden zwei Unterfamilien unterschieden, die in Nord-, Mittel-, Südamerika und Afrika vorkommenden Epictinae, und die Leptotyphlopinae, die in Afrika und im Nahen Osten verbreitet sind.

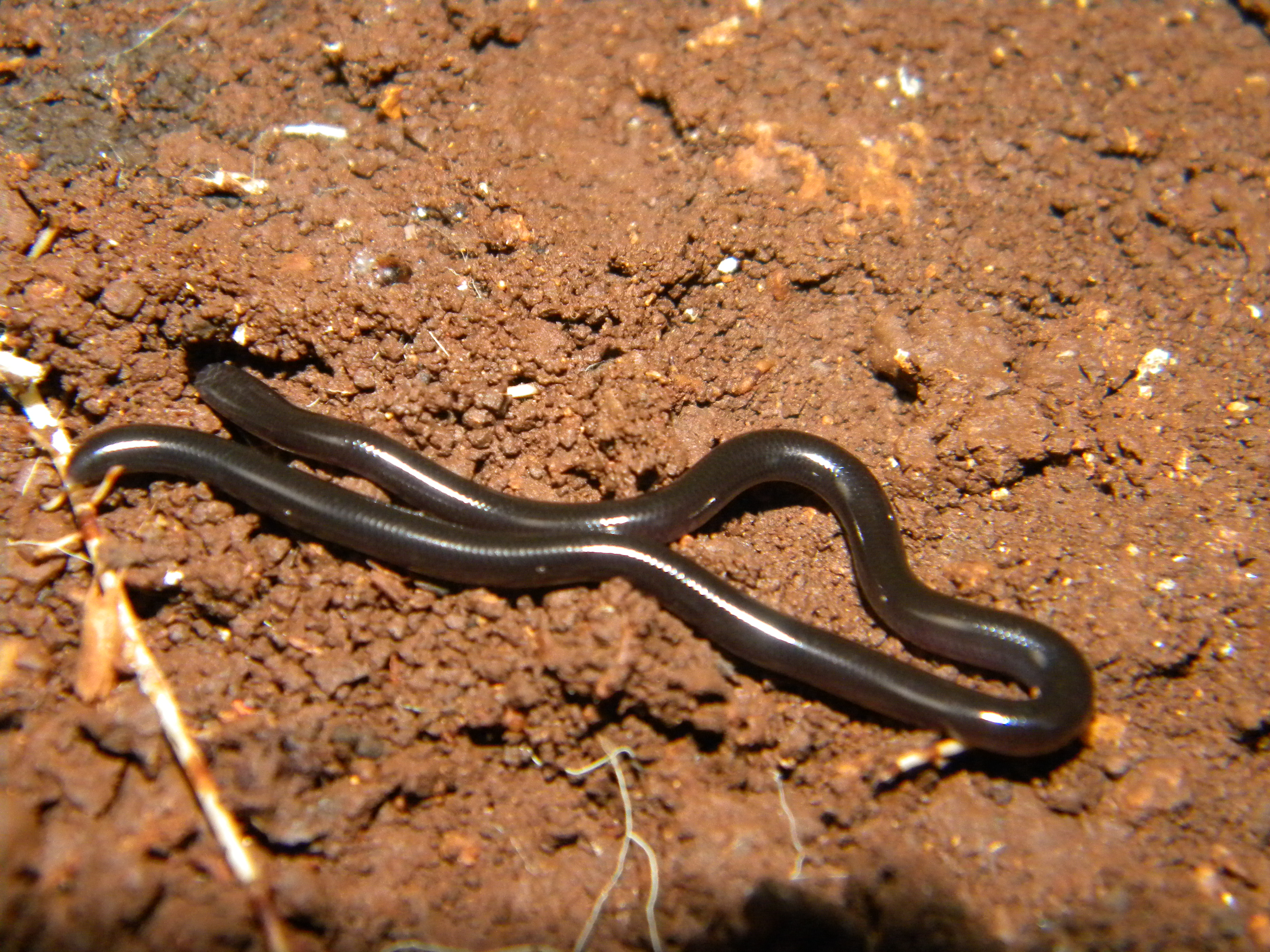
Epictia goudotii

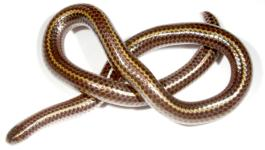
St.-Lucia-Schlankblindschlange (Tetracheilostoma breuili)

- Unterfamilie Epictinae Hedges, Adalsteinsson & Branch, 2009
  - Epictia Gray, 1845
  - Habrophallos Martins, Koch, Pinto, Folly, Fouquet, Passos, 2019
  - Mitophis Hedges, Adalsteinsson & Branch, 2009
  - Rena Baird & Girard, 1853
  - Rhinoleptus Orejas-Miranda, Roux-Estève & Guibé, 1970
  - Siagonodon Peters, 1881
  - Tetracheilostoma Jan, 1861
  - Tricheilostoma Jan, 1860
  - Trilepida Hedges, 2011
- Unterfamilie Leptotyphlopinae Stejneger, 1892
  - Epacrophis Hedges, Adalsteinsson & Branch, 2009
  - Leptotyphlops Fitzinger, 1843
  - Myriopholis Hedges, Adalsteinsson & Branch, 2009
  - Namibiana Hedges, Adalsteinsson & Branch, 2009